# Yozgat (stad)
Yozgat is een stad in centraal Turkije, 217 kilometer ten oosten van de hoofdstad Ankara gelegen, en hoofdstad van de gelijknamige provincie en het eveneens gelijknamige district. In 2003 had de stad ongeveer 55.000 inwoners.
Archeologische opgravingen tonen aan dat de provincie al in de tijd van de Hittieten bewoond was. De stad zelf is echter pas in de 18e eeuw n.Chr. door de Ottomanen gesticht.

## Bezienswaardigheden in en rondom Yozgat
- Archeologisch museum
- Archeologische opgravingen uit de tijd van de Hittieten

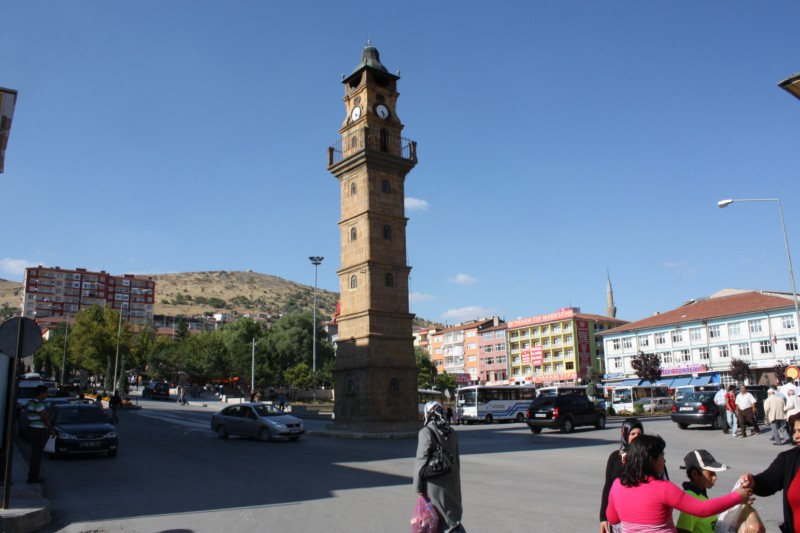

- Camlik (nationaal park)
- Etnografisch museum
- Suleyman Bey moskee